# Johannes Daniel Falk
Johannes Daniel Falk (28. oktober 1768 i Danzig–14. februar 1826) var en tysk forfatter.